# Manuel Pleisch
Manuel Pleisch (* 23. Juli 1990 in Schiers) ist ein ehemaliger Schweizer Skirennfahrer. Er war auf die Disziplinen Riesenslalom und Slalom spezialisiert.

## Biografie
Pleisch stammt aus dem Prättigau im Kanton Graubünden. Ab Dezember 2005 nahm er an FIS-Rennen teil. Im Februar 2007 startete er beim European Youth Olympic Festival in Jaca und verpasste als Vierter des Riesenslaloms knapp eine Medaille. Ab Januar 2008 kam er im Europacup zum Einsatz. Bei den Juniorenweltmeisterschaften 2010 belegte er in der Kombinationswertung wiederum den vierten Platz. Nachdem er Ende November 2010 im Europacup erstmals in die Punkteränge gefahren war, hatte er am 11. Dezember 2010 sein Debüt im Weltcup, schied aber im ersten Durchgang des Riesenslaloms von Val-d’Isère aus. Auch bei seinen vier weiteren Weltcupeinsätzen im Winter 2010/11 blieb er ohne Erfolg.
Im Januar 2011 konnte Pleisch erstmals ein FIS-Rennen für sich entscheiden. Am 19. Dezember 2012 stand er zum ersten Mal in einem Europacuprennen auf dem Podest. Die ersten Weltcuppunkte gewann er am 24. Februar 2013 mit Platz 23 im Riesenslalom von Garmisch-Partenkirchen. Mit zwei weiteren Podestplätzen sicherte er sich den Sieg in der Riesenslalom-Disziplinenwertung des Europacups. Zum Abschluss der Saison 2012/13 gewann er die Goldmedaille bei der Militärweltmeisterschaft in La Clusaz. Am 8. Dezember 2013 fuhr er im Riesenslalom von Beaver Creek erstmals unter die Top 20 bei einem Weltcup-Rennen und beendete dieses auf dem 18. Platz.
Am 14. Dezember 2013 beim Riesenslalom in Val-d’Isère stürzte Pleisch so schwer, dass er einen Bruch des Schienbeinkopfes erlitt und dadurch seine Saison vorzeitig beenden musste. Beim ersten Rennen der Saison 2014/15, dem Riesenslalom in Sölden, erzielte er mit dem 16. Rang sein bestes Ergebnis im Weltcup; im zweiten Lauf gelang ihm dabei die schnellste Laufzeit des Tages. Pleisch konnte sich im Weltcupwinter 2016/17 nicht weiter verbessern, auch im Europacup fuhr er kaum je unter die besten zehn. Nachdem er in der Saison 2017/18 keinen einzigen Weltcupeinsatz mehr gehabt hatte, erklärte er im April 2018 seinen Rücktritt vom Spitzensport.

## Erfolge

### Weltcup
- 3 Platzierungen unter den besten 20

### Weltcupwertungen
| Saison  | Gesamt | Gesamt | Riesenslalom | Riesenslalom |
| Saison  | Platz  | Punkte | Platz        | Punkte       |
| ------- | ------ | ------ | ------------ | ------------ |
| 2012/13 | 133.   | 8      | 45.          | 48           |
| 2013/14 | 118.   | 13     | 38.          | 13           |
| 2014/15 | 105.   | 38     | 28.          | 38           |
| 2015/16 | 127.   | 16     | 45.          | 16           |
| 2016/17 | 129.   | 13     | 48.          | 13           |

### Europacup
- Saison 2012/13: 1. Riesenslalomwertung, 10. Gesamtwertung
- 4 Podestplätze

### Weitere Erfolge
- 3 Siege in FIS-Rennen
- Militärweltmeisterschaft 2013 in La Clusaz: 1. Riesenslalom, 4. Slalom
- European Youth Olympic Festival 2007 in Jaca: 4. Riesenslalom

### Juniorenweltmeisterschaften
- Garmisch-Partenkirchen 2009: 11. Riesenslalom, 21. Abfahrt, 31. Super-G
- Mont Blanc 2010: 4. Kombination, 18. Slalom, 23. Abfahrt, 24. Riesenslalom, 26. Super-G